# Славонска војна крајина
Славонска војна крајина (лат. confinium militarе sclavonicum), односно Славонска војна граница или само Славонска крајина, била је саставни део Војне крајине, посебне пограничне области у оквиру Хабзбуршке монархије, а касније Аустријског царства и Аустроугарске монархије. Првобитна, односно Стара славонска крајина успостављена је током 16. века на подручјима тадашње Горње Славоније и била је организована у облику Вараждинског генералата. Након ослобођења Доње Славоније и Срема крајем 17. века, започео је процес стварања Посавске војне крајине, која је постала позната као Нова славонска крајина, односно Славонско-сремска војна крајина. Током 18. века више пута је реорганизована. Средином 19. века спојена је са новом Хрватском војном крајином, чиме је створена обједињена Хрватско-славонска војна крајина, која је укинута и развојачена у периоду од 1871. до 1873. године. Данас је ово подручје подељено између Хрватске и Србије.

## Историја
Појам "Славонска крајина" се првобитно користио за означавање Старе славонске крајине, која је установљена током 16. века на пограничним подручјима тадашње Горње Славоније, а потом је употребљаван и за означавање Нове славонске крајине која је уређена током 18. века на пограничним подручјима Доње Славоније и Срема.

### Стара славонска крајина
Током прве половине 16. века, након освајања јужноугарских жупанија Сремске, Вуковске и Пожешке, турско напредовање према западу је настављено освајањем делова тадашње Бановине Славоније. Како би зауставила турско напредовање, Хабзбуршка монархија је у областима тадашње Горње Славоније успоставила војно-управну област, која је организована као Вараждински генералат. Устројство ове крајишке области је почивало на војној служби слободних граничара, који су највећим делом били православни Срби.

#### Оснивање
У одговор на учестале Османлијске пљачкашке походе, Хрватски сабор, који се 15. маја 1574. састао у Загребу, створио је закључак, да се имају саградити 2 нове тврђаве: једна код Топускога на ријеци Глини, а друга код Бреста, где Турци обичавају прелазити ријеку Купу. Још ће у јужној Хрватској поправити тврђаве: Слуњ, Турањ, Тоуњ и Херендић, а у сјеверној Хрватској тврђаве: Расињу, Градец и Врбовец. На трошак читаве Хрватске издржаваће се одсада нова војска: 240 харамија. Под заповједништвом подбана бранит ће 200 харамија тврђе и пријелазе код ријеке Купе, где се тако развила покупска или банска Крајина. Других 40 харамија служит ће као први оружници, да Хрватску бране од Влаха, који су као турски »мартолози« хватали дјецу у Загорју. Зато ће 20 харамија чувати пријелазе на Загребачкој гори, а других 20 на Очури. За издржавање харамија плаћат ће се у Хрватској даћа »димница«, и то форинт од свакога димњака.
Цар Рудолф је 25. фебруара 1578. своме стрицу Карлу повјерио потпуну управу војне Крајине у Хрватској и Славонији. У то име краљ препушта њему све порезе, што их је до сада добијао из Крањске, Штајерске и Корушке. Ове приходе нека Карло употријеби за издржавање војске, која ће Крајину и споменуте земље бранити од Турака. Краљ још обећава, да ће у ту сврху доприносити и Њемачка. Карло добија право, да у штајерском Грацу уреди »ратно вијеће«, у које ће Крањска и Корушка бирати по 2, а Штајерска 3 члана. Све генерале, капетане и друге официре на Крајини може Карло именовати сам, након што је о тому обавијестио краља. »У погледу војних послова има се надвојводи Карлу у наше име покоравати такођер бан Хрватске и Славоније са читавом њему подређеном војском, затим сталежи истих земаља, те пучки устанак у Хрватској и Славонији«.
Ове краљеве одлуке услиједише прије, неголи је своје вијећање завршио сабор Карлових насљедних земаља, који се од 1. јануара до 1. марта 1578. састао у Бруку на Мури. Тамо је 45 заступника из Штајерске, Корушке и Крањске (којој се прибрајаху Горица, Трст, Истра и Ријека) преко 2 мјесеца расправљало о томе, како да се турска сила заустави на Крајини; јер пропадне ли Крајина, Турци ће проваљивати у Крањску, Штајерску и Корушку. Сабор је одлучио, да ће споменуте земље доприносити знатне жртве за опстанак Крајине. Јужно од Купе и Саве (у тзв. Хрватска крајина) уздржават ће се трошком од 160.848 форинти годишње 2.435 војника, и то: 500 хусара, 300 аркебузира (коњаника с пушком), 320 њемачких пјешака, те 1315 харамија, тј. пјешака обучених у хрватско сељачко одијело. У сјеверној или славонској крајини трошит ће се годишње 152.496 форинти за издржавање 2.700 војника, од тога: 400 хусара, 200 аркебузира, 350 њемачких пјешака и 1750 харамија. Још је споменути сабор одредио 420.000 форинти у ту сврху, да се у хрватској Крајини поправе неке тврђаве и да се сагради нова јака тврђава, која ће моћи сузбијати навале турске. Градња је започела 13. јула 1579, када су у темељ ставили 900 турских глава. (Ови Турци погинуше почетком априла г. 1578. пригодом јуришања на Дубовац.) Хрватски су кметови по одлуци хрватског Сабора радили бесплатно (кулуком), о својој храни, и градња је брзо напредовала. Већ 2. септембра бијаше већи део бедема изграђен, а 4. октобра уселио се врховни капетан (потпуковник) Иван Ференбергер у готову тврђаву, која је по надв. Карлу добила име Карловац (њемачки »Karlstadt«).
Сјеверном или славонском крајином заповиједао је пуковник Вид Халек. Њему бијаху 20. јула 1580. подређена 3 капетана: копривнички, иванићки и крижевачки. Копривнички је капетан под својом влашћу имао 761 војника, и то 435 харамија, 126 њемачких пјешака, 100 хусара и 100 њемачких коњаника. Од тога се у самој Копривници налазио 441 војник, и то: 160 харамија, 100 хусара, 100 њем. коњаника и 81 њем. пјешака. Други војници бијаху у Ђурђевцу (169), Лудбрегу (50), Дрњу (40) и у Новиграду (50). Посада из Лудбрега дала је 10 војника за Расињу. Зими, када се Драва смрзне, долазило би из разних тврђава 50 харамија у Ђелековец. Иванићки капетан имао је 150 харамија, 50 хусара и 63 њем. слуге у Иванићграду, а 50 харамија у Крижу. Крижевачки је капетан имао 718 војника, и то: 460 харамија, 108 њем. пјешака, 100 хусара и 50 аркебузира. Од тога се у самим Крижевцима налазило 297 војника (100 харамија, 97 њем. пјешака, 50 хусара и 50 аркебузира), а други бијаху у подручним тврђавама, поименце у Цирквени (141), у Св. Петру-Цврстецу (50), у Тополовцу (50), у Грацу (90), Реметинцу (45) и у Варажд. Топлицама (45). Тврђицу Св. Иван-Жабно имала је на бризи посада из Цирквене. Пуковник Халек становао је редовно у Копривници, а гдјекад и у Вараждину, где се налазила и мала посада (27 њем. пјешака и 15 харамија) те 1 »бургграф«, који бијаше заповједник »старога града«, премда је тај припадао Крсти Унгнаду.

#### Влашки статути
Цар Фердинанд II је у новембру 1630. године прогласио Влашки статут (лат. Statuta Valachorum), декрет којим су дефинисана права „влаха” (термин је кориштен за припаднике посебног друштвеног слоја, православних избјеглица, првенствено Србе) везана за војну команду, обавезе и унутрашњу самоуправу.

### Нова славонска крајина
Након Карловачког мира из 1699. године, Хабзбуршка монархија је проширила своју територију на подручје Доње Славоније (данашња Славонија) и Срема, након чега се приступило стварању нових војно-крајишких области дуж речних токова Саве, Дунава, Тисе и Мориша. Нове области војне крајине биле су подељене у два генералата; први је укључивао подручје од Градишке до реке Тисе, а други подручја дуж Тисе и Мориша. До средине 18. века, цела Доња Славонија се заједно са Сремом налазила под војном и коморском управом. Након 1745. године, северни делови Доње Славоније и Срема долазе под цивилну управу и у њима се организује жупанијска власт. Јужни делови, уз реку Саву, остају под војном управом и реорганизују се као нова Славонска војна крајина, која је била подељена на три регименте: Градишка, Бродска, Петроварадинска. Прве две су трајно остале у саставу Славонске крајине, док је Петроварадинска регимента 1851. године прикључена Банатској војној крајини у чијем је саставу остала до 1871. године, када је враћена у претходно стање.

### Преуређење и укидање
Током 18. века, дошло је до значајних промена у организацији војних крајина. Стара славонска крајина (Вараждински генералат) временом је подведена под проширени појам "Хрватске војне крајине" који се првобитно односио само на Карловачки генералат. Прво је 1783. године извршено спајање Банске крајине и Вараждинског генералата у обједињену Банско-вараждинску крајину, којој је 1786. године придружен и Карловачки генералат, чиме је створена обједињена Банско-вараждинско-карловачка крајина, из које је већ 1790. године издвојена Банска крајина, чиме је остатак сведен на Карловачко-вараждинску крајину, са седиштем у Загребу. Нова реорганизација извршена је 1823. године, када је Банска крајина поново и коначно спојена са Карловачко-вараждинским генералатом, чиме је довршено стварање проширене Хрватске војне крајине. Такво стање је остало до реформе која је спроведена у периоду између 1848. и 1850. године, када су две суседне крајине, проширена Хрватска и нова Славонска, обједињене у јединствену Хрватско-славонску војну крајину са седиштем у Загребу.
Током 1869. године, отпочео је процес етапног развојачења војно-крајишких области. Прво су 1871. године развојачене регименте (Крижевачка и Ђурђевачка) на подручју бившег Вараждинског генралата, а то подручје је одмах прикључено Краљевини Хрватској и Славонији. Потом је 1873. године извршено развојачење преосталог дела хрватске и славонске војне крајине, али те области нису одмах прикључене Краљевини Хрватској и Славонији, већ су добиле посебну земаљску управу, која се делила на шест крајишких окружја, од којих су три била на дотадашњем подручју нове славонске крајине (окружја: Градишко, Бродско, Петроварадинско). Тек 1881. године, сва крајишка окружја прикључена су Краљевини Хрватској и Славонији, која је тиме добила границу на рекама Уни и Сави. У оквирима проширене Краљевине, прикључена окружја наставила су да постоје све до 1886. годинне, када је жупанијско уређење протегнуто и на те просторе, чиме је био окончан процес интеграције некадашњих крајишких области.

## Географија
Славонска крајина је била подељена на три регименте: петроварадинску, бродску и градишку. 1849. године, овај део Војне крајине на југу се граничио са Босанским пашалуком и Кнежевином Србијом, на северу са Краљевином Славонијом и Војводством Србијом и Тамишким Банатом, на истоку са Банатском крајином, и на западу са Краљевином Хрватском и Хрватском крајином. У 18. и 19. веку, Славонска крајина је укључивала и југоисточни део Бачке, познат као Шајкашка (видети чланак: Шајкашки батаљон).
Значајнији градови и насеља Славонске крајине били су: Брод, Градишка, Петроварадин, Винковци, Сремски Карловци, Стара Пазова, Земун и Сремска Митровица.

## Демографија
- 1776. године, католици су били бројнији од православних у бродској и градишкој регименти, док су у петроварадинској регименти бројнији били православни.
- 1820. године, у Славонској крајини је било 117.933 католика и 117.274 православних.
- 1870. године, у Славонској крајини је било 246.901 становника, од чега 143.873 католика и 92.991 православних. У бродској и градишкој регименти је било више католика него православних, док је у петроварадинској регименти било 102.765 становника, од чега 70.172 православних и 24.380 католика.

## Култура
На подручју Славонске крајине налазили су се Сремски Карловци, значајно културно и политичко средиште Срба у Хабзбуршкој монархији. У овом граду је било седиште српске Карловачке митрополије (од 1848. патријаршије), а ту је проглашена и аутономна Српска Војводина 1848. године.